# Vasilij Ivanovič Čujkov
Vasilij Ivanovič Čujkov (in russo Васи́лий Ива́нович Чуйко́в?; Serebrjanye Prudy, 12 febbraio 1900 – Mosca, 18 marzo 1982) è stato un generale e politico sovietico, maresciallo dell'Unione Sovietica.
Divenne celebre durante la seconda guerra mondiale per la sua azione di comando della 62ª Armata nella drammatica battaglia di Stalingrado, nel corso della quale riuscì, dimostrando straordinaria tenacia e combattività, a bloccare gli attacchi della 6. Armee tedesca.
Dopo la vittoria nella grande battaglia sul Volga, Čujkov continuò a guidare la sua armata fino al termine della guerra, partecipando con un ruolo decisivo anche alla battaglia di Berlino. Alcuni storici ritengono che Čujkov sia stato il "più abile comandante di prima linea" e il "generale più aggressivo della seconda guerra mondiale".

## Origini
Nacque da una famiglia contadina nel villaggio di Serebrjanye Prudy, nell'Oblast' di Tula (oggi però appartenente a quello di Mosca). Durante i disordini della rivoluzione russa del 1917, Čujkov rimase disoccupato. Nello stesso anno, un fratello maggiore fece in modo che Čujkov fosse reclutato nelle Guardie Rosse; 

## Guerra civile e formazione militare
Si arruolò come volontario nell'Armata Rossa nel 1918, durante la Guerra civile. Trascorse i primi quattro mesi in addestramento, quindi venne nominato, giovanissimo, comandante di compagnia. Quello stesso anno si iscrisse al Partito Comunista.
L'anno seguente, nel 1919, Čujkov operò, a quel punto comandante di reggimento, nel fronte orientale contro le armate bianche e successivamente, nel 1920, nel fronte polacco durante la guerra sovietico-polacca.  Al termine del conflitto interno, Čujkov lasciò il reggimento per compiere i propri studi presso l'Accademia militare "M.V. Frunze", per poi passare all'Accademia di meccanizzazione e motorizzazione "J. V. Stalin".

## Prima della grande guerra patriottica
Comandante di un corpo d'armata di fanteria nel 1938, partecipò nel biennio seguente a quella che venne ufficialmente chiamata in URSS la liberazione della Bielorussia occidentale (ovvero all'Invasione sovietica della Polonia in collegamento con quella della Germania Nazista) ed alla Guerra russo-finlandese come comandante d'armata. 

## L'invasione tedesca dell'Unione Sovietica
L'Operazione Barbarossa iniziata il 22 giugno 1941 lo colse mentre si trovava in Cina quale addetto militare. 

### Sul Fronte del Don
Nel maggio del 1942 Čujkov venne nominato a Tula comandante di un'armata della riserva che prese quella estate la denominazione di 64ª Armata ed entrò in servizio nelle steppe del Don. L'abilità del generale emerse già in questa prima fase: a digiuno di esperienza di guerra moderna, dopo gli anni passati in oriente lontano dal fronte, studiò a fondo la tattica di guerra tedesca, individuandone i punti deboli. In particolar modo, Čujkov approfondì il rapporto fra le truppe a terra della Wehrmacht e le incursioni aeree, concludendo che la Luftwaffe era chiamata ad intervenire in battaglia ogni volta che i tedeschi preparavano un attacco o provavano a disperdere le concentrazioni di soldati sovietici oltre la linea del fronte.
Il generale provò allora subito a scombinare la tattica dell'avversario spingendo continuamente avanti le proprie truppe e piazzandole il più vicino possibile a quelle della Wehrmacht, in modo da rendere di fatto impossibile l'intervento aereo e sfruttare le macerie del campo di battaglia come teatro dei combattimenti corpo a corpo, in cui i soldati sovietici erano più esperti. Le sue audaci manovre difensive permisero al resto delle truppe del Fronte del Don di schierarsi lungo il Volga, a difesa di Stalingrado.

### Stalingrado

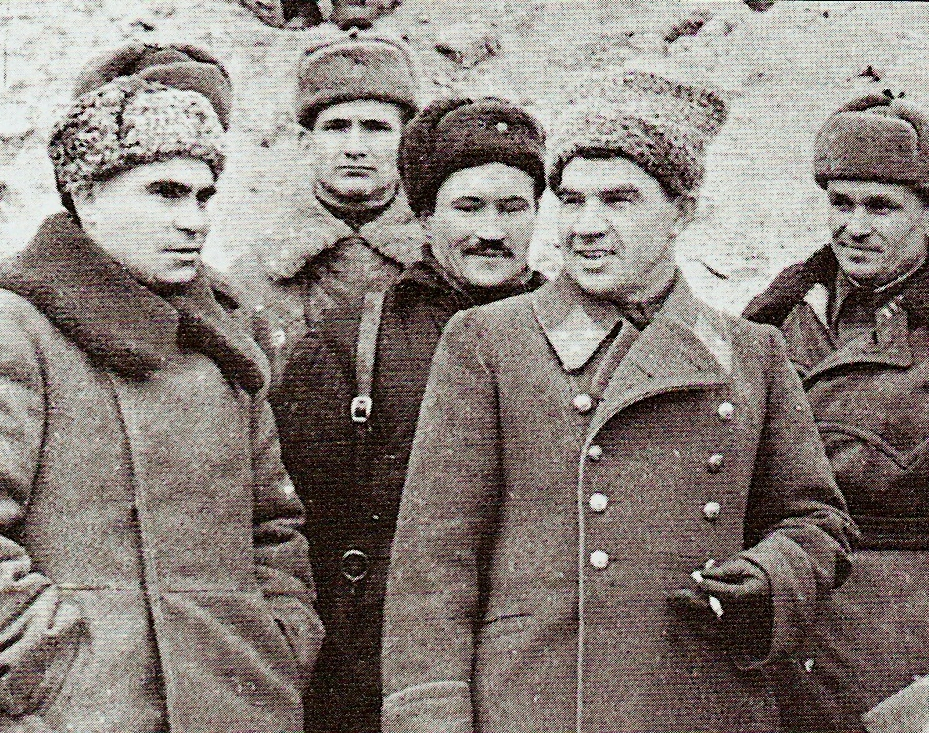
Čujkov insieme ai suoi ufficiali, durante l'assedio.

L'11 settembre Čujkov fu convocato presso il comando del fronte, dove lo attendevano il generale Erëmenko ed il commissario politico Chruščëv. Gli comunicarono di aver destituito il comandante della 62ª Armata, generale Lopatin, perché sfiduciato di poter continuare a tenere Stalingrado nella disumana battaglia ingaggiata coi tedeschi, e gli offrirono il comando.

Čujkov rispose con le seguenti parole, da lui stesso riportate nelle sue memorie: 
Si considerò quindi scherzosamente il "fondatore" dell'Accademia di combattimento urbano di Stalingrado, fatto che spinse l'allora corrispondente di guerra Vasilij Grossman, presente a Stalingrado durante la battaglia, ad attribuirgli il soprannome di "Accademico".

### Dopo Stalingrado
Dopo aver difeso Stalingrado, Čujkov con le sue truppe iniziò una travolgente marcia verso Berlino. Partecipò alla liberazione del Donbass, alla liquidazione della testa di ponte tedesca di Zaporižžja, prese parte all'offensiva di Nikopolie-Kryvyj Rih ed alla liberazione di Odessa. Nel 1944 operò in Bielorussia occidentale ed in Polonia.
Nel 1945, infine, prese parte all'Operazione Vistola-Oder ed alla battaglia di Berlino. Fu Čujkov ad incontrare il generale Hans Krebs, che, dopo il suicidio di Hitler, tentò invano di aprire una trattativa di pace con i sovietici per conto del nuovo governo.

## Dopo la guerra

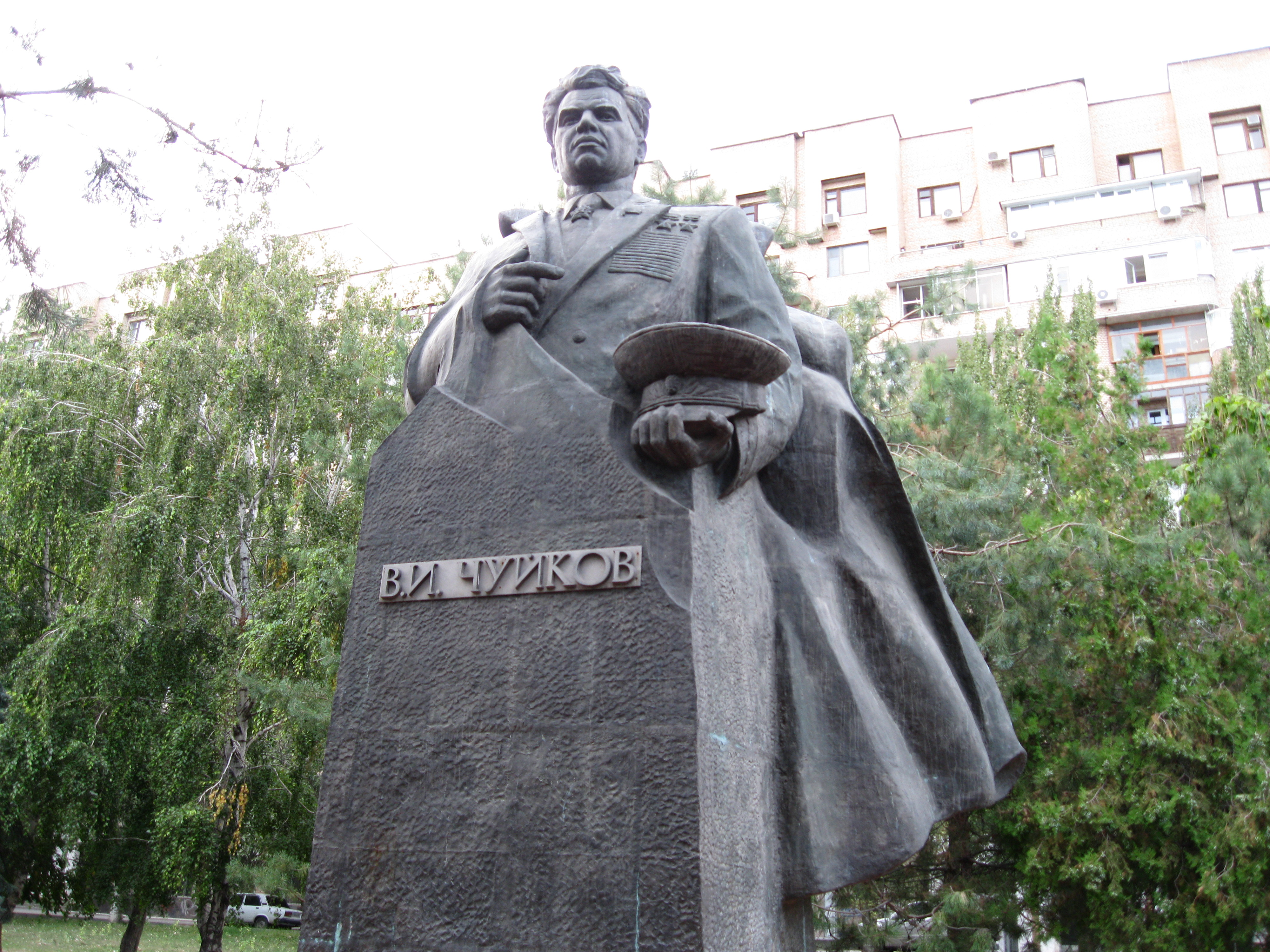
Monumento a Volgograd dedicato al maresciallo Čujkov.

Comandante delle truppe sovietiche in Germania, fu poi trasferito a Kiev per comandare le truppe di quella regione militare. Per i suoi meriti di guerra, Čujkov fu onorato per quattro volte dell'Ordine di Lenin, due volte Eroe dell'Unione Sovietica, quattro Ordine della Bandiera rossa, tre Ordine di Suvorov di primo grado, dell'Ordine della Stella rossa e varie medaglie al merito.
Fu eletto quindi deputato al Soviet Supremo dell'URSS e al Soviet Supremo della Repubblica Ucraina. Divenne membro del Comitato Centrale e membro candidato alla presidenza del CC del Partito Comunista dell'Ucraina. Dal XIX Congresso del PCUS Čujkov fu membro candidato del CC del PCUS. Nel marzo 1955, con decreto del presidente del Soviet Supremo dell'URSS, Vasilij Čujkov fu nominato Maresciallo dell'Unione Sovietica. È l'unico generale sovietico sepolto non a Mosca, bensì a Stalingrado (oggi Volgograd).

## Nella cultura di massa
- Il maresciallo Vasilij Čujkov è apparso brevemente nel film tedesco del 2004 La caduta - Gli ultimi giorni di Hitler, durante l'incontro con il generale tedesco Hans Krebs, interpretato dall'attore russo Aleksandr Slastin.

## Opere
- Vasilij Čujkov, Da Brest a Berlino, Milano, Arnoldo Mondadori editore, 1981.
- Vasilij Čujkov, La fine del Terzo Reich, Milano, Baldini & Castoldi, 1969.
- Vasilij Čujkov, L'inizio della riscossa, Milano, Baldini & Castoldi, 1969.
- Vasilij Čujkov, Obiettivo Berlino, Roma, Editori Riuniti, 1968.
- Vasilij Čujkov, La battaglia di Stalingrado, Roma, Editori Riuniti, 1961.